# Pradamano
Pradamano is een gemeente in de Italiaanse provincie Udine (regio Friuli-Venezia Giulia) en telt 3143 inwoners (31-12-2004). De oppervlakte bedraagt 16,3 km², de bevolkingsdichtheid is 185 inwoners per km².
De volgende frazioni maken deel uit van de gemeente: Lovaria.

## Demografie
Pradamano telt ongeveer 1272 huishoudens. Het aantal inwoners steeg in de periode 1991-2001 met 4,0% volgens cijfers uit de tienjaarlijkse volkstellingen van ISTAT.
| Jaar | Inwoneraantal |
| ---- | ------------- |
| 1991 | 2846          |
| 2001 | 2960          |

## Geografie
De gemeente ligt op ongeveer 96 m boven zeeniveau.
Pradamano grenst aan de volgende gemeenten: Buttrio, Pavia di Udine, Premariacco, Remanzacco, Udine.